# Кинтяку
Кинтяку (яп. 巾着) — традиционная японская сумочка (кошелёк) небольшого размера, часто с завязками. Входит в стандартный ансамбль юкаты — летней повседневной версии кимоно.
Название образовано от слов «кин» (ткань) и «тяку» (надевать). Сумочку изобрели для переноски личных вещей: денег, лекарства, печати, амулетов, сигарет или косметики, так как в кимоно не было карманов.
Для изготовления кинтяку используют ткань, иногда такую же, как и кимоно. Часто — тиримэн (крепдешин). Также сумочки могут быть украшены вышивкой сашико, узоры которой имеют символическое и благожелательное значение. Например, узор «цветок хурмы».
Кинтяку часто делают вручную. Повторяющиеся рисунки наносят с помощью трафарета. Особенность сумочки — возможность выворачивать её, что позволяет использовать как две сумки.

Существует множество дизайнов кинтяку. Некоторые модели:
- С плетёным дном.
- С петельками.
- С съёмной ручкой из деревянных бусин, чтобы сумочка могла использоваться как маленькая сумочка для мелких предметов (телефон, ключи).

Изначально такие сумочки носили с кимоно, в них помещалось свёрнутое хаори. В наши дни в кинтяку могут положить телефон, маленький зонтик и другие необходимые вещи.
В период Эдо (1603–1868) кинтяку стали важнейшим аксессуаром для богатых людей, и сумочки высокого класса изготавливали профессиональные мастера, используя кожу, импортные шерстяные ткани и шёлк.
В XVII веке появилось несколько разновидностей кинтяку, изготовленных из прекрасно выделанной кожи или роскошной ткани. Первоначально они крепились к инро, но затем стали самостоятельным аксессуаром.
Мешочки кинтяку стали модным аксессуаром в эпоху Эдо и не теряли своей актуальности до периода мэйдзи. Интересно, что кинтяку носят не только женщины, но и мужчины.